# Yelawolf
Yelawolf, född Michael Wayne Atha 30 december 1979, i Gadsden, Alabama, USA, är en amerikansk hiphop-artist.

## Diskografi (urval)
- (TBA) – Country Cousins (med Big K.R.I.T)
- 2015 – Love Story
- 2012 – Psycho White
- 2012 – The Slumdon Bridge (med Ed Sheeran)
- 2011 – Radioactive
- 2010 – Trunk Muzik 0-60
- 2008 – Arena Rap
- 2005 – Creek Water

## Fotnoter
1. ↑  Internet Movie Database, IMDb-ID: nm4128654co0047972, läst: 21 juli 2015.[källa från Wikidata]
2. ↑  Česko-Slovenská filmová databáze, 2001, ČSFD person-ID: 180652.[källa från Wikidata]
3. ↑  Gemeinsame Normdatei, läst: 11 december 2014.[källa från Wikidata]